# هاري بلفنز
هاري بلفنز هو سياسي أمريكي، ولد في 22 أغسطس 1935 في ألك بارك في الولايات المتحدة، وتوفي في 19 فبراير 2018. نشط حزبياً في الحزب الجمهوري. وقد انتخب عضو مجلس نواب فرجينيا ‏ وانتخب عضو مجلس ولاية فرجينيا ‏.